# Symphonia Harmoniae Caelestium Revelationum
De Symphonia Harmoniae Caelestium Revelationum ook bekend als de "Dendermonde Codex" van Hildegard von Bingen is een manuscript met gedateerde muziekstukken. Het is door de Vlaamse overheid erkend als een topstuk.
Deze vrouwelijke middeleeuwse componiste was toonaangevend in haar tijd en het muziekstuk wordt tot op heden geroemd als meesterwerk. 
Het betreft een geheel van Latijnse gezangen en werd geschreven in het scriptorium van Rupertsberg omstreeks 1175.
Het wordt bewaard in de Sint Pieters & Paulus abdij te Dendermonde (België). Het werd door Hildegard als geschenk aan de monniken van Villers gegeven. Via Gembloux en Affligem kwam het uiteindelijk op de huidige locatie terecht, die het in 2017 in bewaring gaf aan de Maurits Sabbebibliotheek.